# 松花江农场
松花江农场是一个位于中华人民共和国黑龙江省哈尔滨市依兰县的类似乡级单位，亦是黑龙江省农垦哈尔滨管理局所属的一个国有农场。
松花江农场始建于1961年，前身是“第八机械工业部农机试验农场”，1993年从依兰收获机械厂分离出来独立。先后隶属北大荒集团、农垦科学院领导。2006年，划归哈尔滨管理局。地处三江平原西部，松花江中游北岸，小兴安岭山脉南麓。全场耕地面积4206公顷，林地面积2816.1公顷。人口5622人。

## 行政区划
松花江农场下辖以下单位：
松花江场直社区和松花江农场管理区。